# عبور از مرز (فیلم ۲۰۰۹)
عبور از مرز (به انگلیسی: Crossing Over) فیلمی محصول سال ۲۰۰۹ و به کارگردانی وین کریمر است. در این فیلم بازیگرانی همچون هریسون فورد، ری لیوتا، اشلی جاد، جیم استرجس، کلیف کرتیس، آلیس براگا، آلیس ایو، جاستین چون، سامر بیشیل و ژاکلین ابرادورز ایفای نقش کرده‌اند.